# Araneus seminiger
Araneus seminiger este o specie de păianjeni din genul Araneus, familia Araneidae. A fost descrisă pentru prima dată de L. Koch, 1878. Conform Catalogue of Life specia Araneus seminiger nu are subspecii cunoscute.